# Nauru
Nauru (pronunciado em inglês: [nɑːˈuːruː, ˈnɑːruː, ˈnæruː]; em nauruano: Naoero), oficialmente República de Nauru (em inglês: Republic of Nauru; em nauruano: Ripubrikit Naoero) e antes conhecido por Pleasant Island (em português: Ilha Aprazível), é um país insular do hemisfério sul, localizado na Oceania, que compreende uma área de 21 quilômetros quadrados, o que faz dele o menor país insular do mundo. A ilha mais próxima ao país é a ilha Banaba, no Quiribáti, 300 quilômetros a leste.
Povoado por pessoas da Micronésia e da Polinésia a cerca de 1000 a.C., foi anexada e reivindicada como colônia pelo Império Alemão no final do século XIX. Após a Primeira Guerra Mundial, Nauru se tornou um Mandato da Liga das Nações administrado pela Austrália, Nova Zelândia e Reino Unido. Durante a Segunda Guerra Mundial, foi ocupada pelas tropas japonesas e foi contornada pelo avanço dos Aliados no Pacífico. Após o fim da guerra, o país passou a ser tutelado pelas Nações Unidas. Nauru ganhou sua independência em 1968 e tornou-se membro da Comunidade do Pacífico (SPC) em 1969.
Nauru é uma ilha rica em rocha fosfática, e a sua atividade econômica primária desde 1907 foi a exportação de fosfato da ilha. Com o esgotamento das reservas de fosfato, seu ambiente severamente degradado pela mineração, e a confiança estabelecida para administrar a riqueza da ilha significativamente posta em causa, o governo de Nauru ordenou medidas excepcionais para obter rendimento. Desde 2001, aceitou o apoio do governo australiano, em troca do qual a ilha acolhe um centro de detenção para pessoas que procuram asilo na Austrália, que é parte da sua "Solução Pacífica". Como resultado da forte dependência da Austrália, algumas fontes identificaram Nauru como um estado cliente da Austrália. O Estado soberano é membro das Nações Unidas, Fórum das Ilhas do Pacífico, Commonwealth e Grupo de Estados da África, Caribe e Pacífico.

## Etimologia
A etimologia do nome "Nauru" é incerta. O alemão Paul Hambruch que visitou a ilha no início do século XX indica que Naoero pode ser interpretado como uma contração da frase a-nuau-a-a-ororo, que significa "eu vou à praia".

## História

### Primeiros habitantes
As origens do povo nauruano permanecem obscuras, dada a falta de registros históricos escritos e concisos, o que acontece com muitos dos povos que vivem no Pacífico. Nauru foi inicialmente habitada por Micronésios e Polinésios há pelo menos 3 mil anos. Havia tradicionalmente doze tribos, que são representadas pela estrela de 12 pontas na bandeira da nação.

### Colonização
O primeiro contato de um europeu com a ilha de Nauru foi em 1798 pelo navegador inglês capitão John Fearn, que apelidou o local como "Ilha Agradável".
Nauru foi anexada e designada uma "colônia" pela Alemanha em 1888 até o final do século XIX. Em 1900 é descoberto fosfato na ilha e a extração começa em 1906 por uma empresa anglo-alemã e foi governada pela Austrália durante a Primeira Guerra Mundial e em 1920 tornou-se um mandato da Liga das Nações administrado pela Austrália, com a Nova Zelândia e o Reino Unido na qualidade de coadministradores. A ilha foi ocupada pelo Japão durante a Segunda Guerra Mundial, e depois da guerra estabeleceu a tutela novamente, passando a ser um protetorado das Nações Unidas, em 1947.

### Pós-independência
Nauru obteve sua independência em 1968, sendo membro da Commonwealth desde então e tendo ingressado nas Nações Unidas em 1999. Em 1970, o país passou a controlar a indústria de extração de fosfato. Em 1993, Austrália e Reino Unido aceitaram fornecer compensação pelos danos ambientais causados pela extração do recurso.
Em 2000, esgotaram-se as reservas de fosfato. A ilha passou então a depender economicamente da Austrália concordando, em 2001, em receber asilados políticos recusados pela mesma. Os bancos offshore de Nauru foram fechados depois dos Estados Unidos alegarem lavagem de dinheiro. Em 2004 foi declarado o estado de emergência depois de o parlamento não ter pago o déficit.

## Geografia e clima
Com área de 21 quilômetros quadrados, bem como 30 quilômetros de zona costeira. Seu ponto mais baixo é o oceano Pacífico que está a 0 metros e o mais alto é Janor com 70 metros. Segundo censo de 2018, tinha 9 692 habitantes, 88,9% nauruanos, 6,6% nauruanos mestiços, 2% quiribatianos e os demais 2,5% não especificados. Segundo estimativas de 2011, se fala 93% o nauruanês, 2% o inglês e os demais 5% incluem quiribati e chinês.

Mapa da República de Nauru

Seu clima é tropical com padrão monçônico; sua temporada chuvosa é entre novembro e fevereiro. Seu terreno é formado por uma praia arenosa que sobe ao anel fértil em torno dos recifes de coral levantados com platô de fosfato no centro. Segundo estimativas de 2011, possui 20% de seu território agriculturável, todo utilizado para produção agrícola. Não possui florestas e os demais 80% de seu território é formado por outros terrenos. Entre os recursos naturais disponíveis há fosfato e peixe.

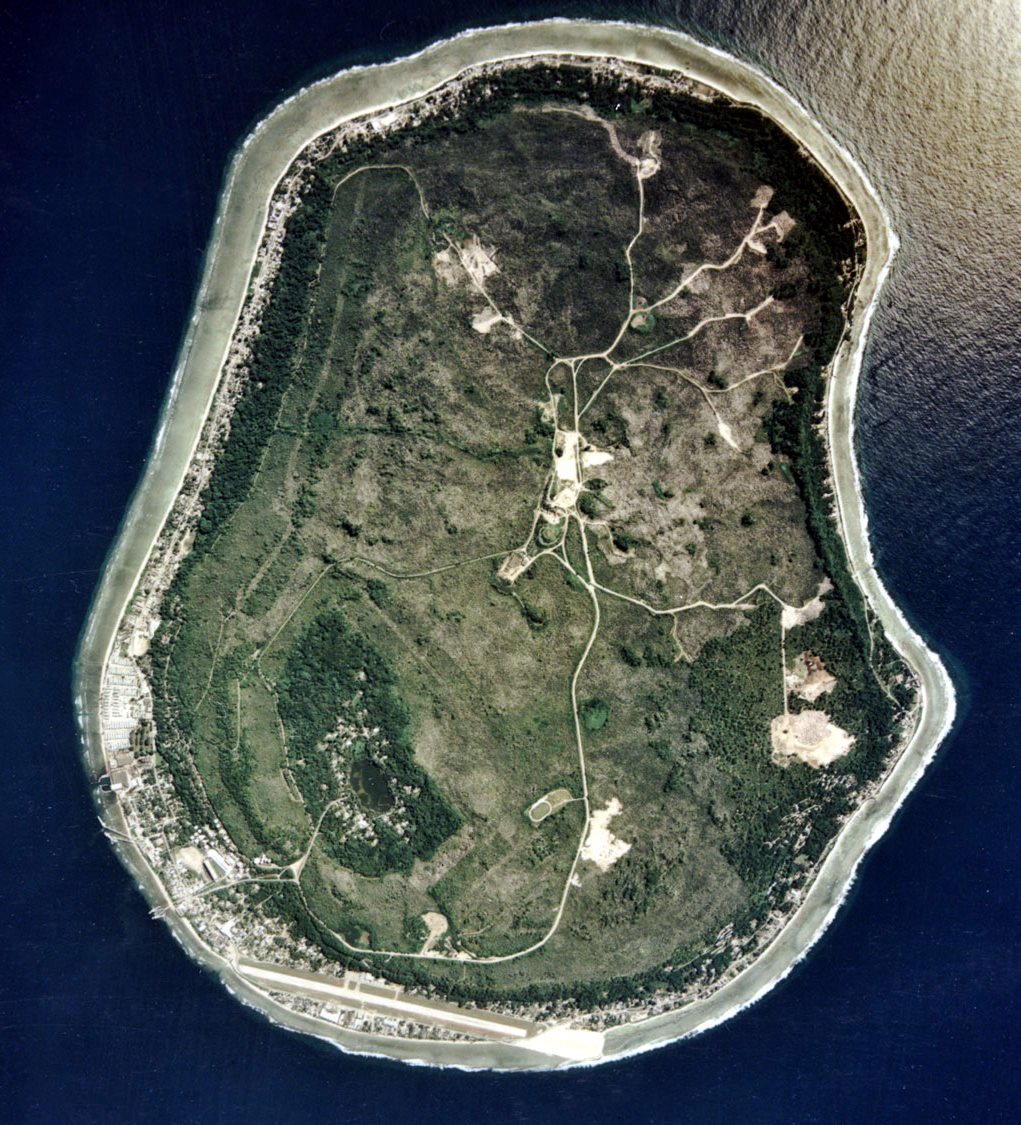
Imagem de satélite de Nauru

Nauru é uma pequena ilha de fosfato rodeada de um arrecife que fica exposto com a maré baixa ao oeste do oceano Pacífico, ao sul das Ilhas Marshall. A maior parte da população vive em um estreito cinturão costeiro. Uma planície central cobre aproximadamente 45% do território e se até eleva 65 metros acima do nível do mar num lugar denominado Janor. Possui uma pequena laguna ao sudoeste da ilha, chamada Laguna Buada.
A extração intensiva de fosfato por parte de empresas britânicas tem afetado muito o ecossistema de Nauru, deixando os 90% da parte central da ilha com uma planície não cultivável, além de limitar os recursos atuais do país.
Nauru era uma das três grandes ilhas de fosfato no Oceano Pacífico (as demais são Banaba, em Quiribáti e Malatea, na Polinésia Francesa); porém, as reservas de fosfato estão quase esgotadas depois de devastar os 80% da ilha, deixando um terreno estéril de pináculos de caliza de até 15 metros de altitude. A mineração também teve um impacto sobre a vida marinha, que veio a reduzir em até 40% as espécies.
Devido a sua proximidade com a linha do equador, o clima de Nauru é equatorial, com constantes chuvas e monções entre os meses de novembro e fevereiro. A disponibilidade de água doce é limitada. Assim, as populações dependem do uso de tanques para recoletar a água e da provisão de uma dessalinizadora.

### Fauna e flora
Há apenas 60 espécies registradas de traqueófitas na ilha, nenhuma das quais endêmica. A atividade humana teve repercussões sérias sobre a vida local. Não há mamíferos autóctones da ilha, mas há aves, além de insetos e moluscos. Espécies como ratos-do-pacífico foram introduzidas recentemente na ilha, bem como gatos, cachorros, porcos e galinhas.
A vegetação tropical é frequente no litoral e ao redor da Laguna Buada, mas relativamente ausente no centro da ilha por causa da exploração mineira.
Existem algumas espécies endêmicas em Nauru cuja sobrevivência está comprometida pela destruição de seu habitat natural por parte da exploração mineira, a contaminação e a introdução de espécies invasoras (cachorros, gatos, galinhas, ratos da Polinésia, etc.).
O ambiente marinho (em particular o cinturão de coral que cerca a ilha) foi degradado pelos exploradores unidos à exploração de fosfato e a urbanização.

## Demografia
Segundo o censo de 2005, Nauru tinha 13 048 habitantes, dos quais 58% são de nativos nauruanos, 28% de outras ilhas do oceano Pacífico, 8% são chineses e 8% são europeus. O idioma oficial é o nauruano. O inglês também é falado e é a língua do comércio e da administração pública. A religião maioritária é o cristianismo, que se divide em protestantes (66%) e católicos (34%).
O crescimento anual da população é estimado em 2,7%. Para o ano de 2015, é estimado que a população alcance os 17 000 habitantes, com um crescimento anual levemente menor, de uns 2,2%. A mortalidade infantil alcança 25 por cada mil crianças, e é elevada a 30 por cada mil crianças de cinco anos. A quantidade de médicos é de 1,3 para cada 1000 pessoas (2015).
A taxa de alfabetização alcança 95%, sendo de 93% entre os homens e 96% entre as mulheres. A taxa de inscrição escolar primária alcança 98%, em que 99% para os homens e 97% para as mulheres (2000).
Em 2008 um estudo concluiu que Nauru apresenta o maior IMC médio do mundo: 33,9 entre os homens e os 35 entre as mulheres. Já em 1980 era nesta ilha que se verificavam os maiores níveis de obesidade (28,1 nos homens e 28,3 nas mulheres).

## Política e defesa

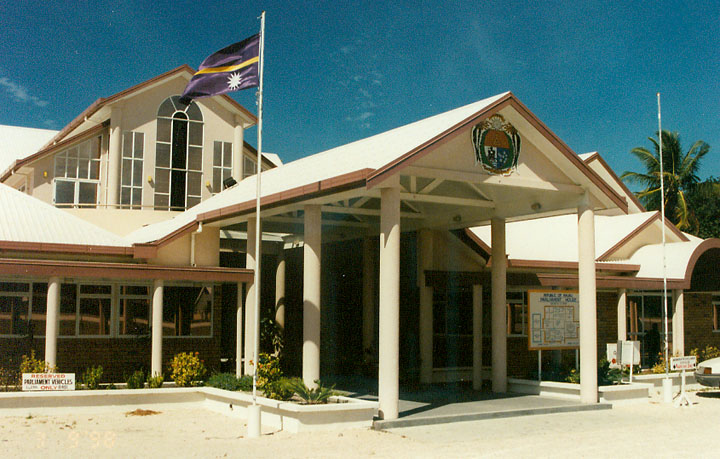
Parlamento de Nauru

O Parlamento de dezoito membros é eleito de três em três anos e elege um presidente dentre os seus membros e este, por sua vez, nomeia um gabinete de 5-6 membros. O Presidente é o chefe de estado e de governo. Não há um sistema de partidos políticos organizado, mas existe um “Democratic Party” e o “Nauru Party”.
A 1 de Junho de 2005 Nauru cortou relações diplomáticas com a República Popular da China e restabeleceu laços com Taiwan.
O país está ainda envolvido num processo judicial que a Austrália levantou contra os Estados Unidos relativo a um acordo secreto. Nauru afirma que agentes representando o governo dos Estados Unidos ofereceram bilhões de dólares para a recuperação económica da ilha, em troca de nova legislação limitando a lavagem de dinheiro e a evasão fiscal, além de propor o estabelecimento de uma embaixada nauruana "fantoche" na China, que funcionaria sob controlo dos Estados Unidos para albergar cientistas e dirigentes da Coreia do Norte que quisessem fugir daquele país, entre os quais Kyong Won-ha, o cientista supostamente responsável pelo programa nuclear de Pyongyang, numa iniciativa conhecida como "Operation Weasel". Quando se descobriu que Nauru estava realmente a rever a sua legislação e tinha encetado os preliminares para o estabelecimento da embaixada (que atraiu suspeitas na China, visto que o seu pessoal era inteiramente ocidental), os Estados Unidos responderam que os agentes que tinham feito a proposta não tinham a respectiva autoridade e negaram a Nauru a prometida ajuda. O caso não está ainda encerrado e os julgamentos preliminares favoreceram Nauru.
Nauru apenas tem uma força policial, não tendo forças armadas, estando a sua defesa a cargo da Austrália, apesar de ter 2 542 homens disponíveis para o serviço militar e um número de possíveis candidatos que aumenta todos os anos.

## Subdivisões

Mapa das organizações territoriais de Nauru

Nauru está dividida administrativamente em 14 distritos:
- Aiwo
- Anabar
- Anetan
- Anibare
- Baiti
- Boe
- Buada
- Denigomodu
- Ewa
- Ijuw
- Meneng
- Nibok
- Uaboe
- Iarém

## Transportes

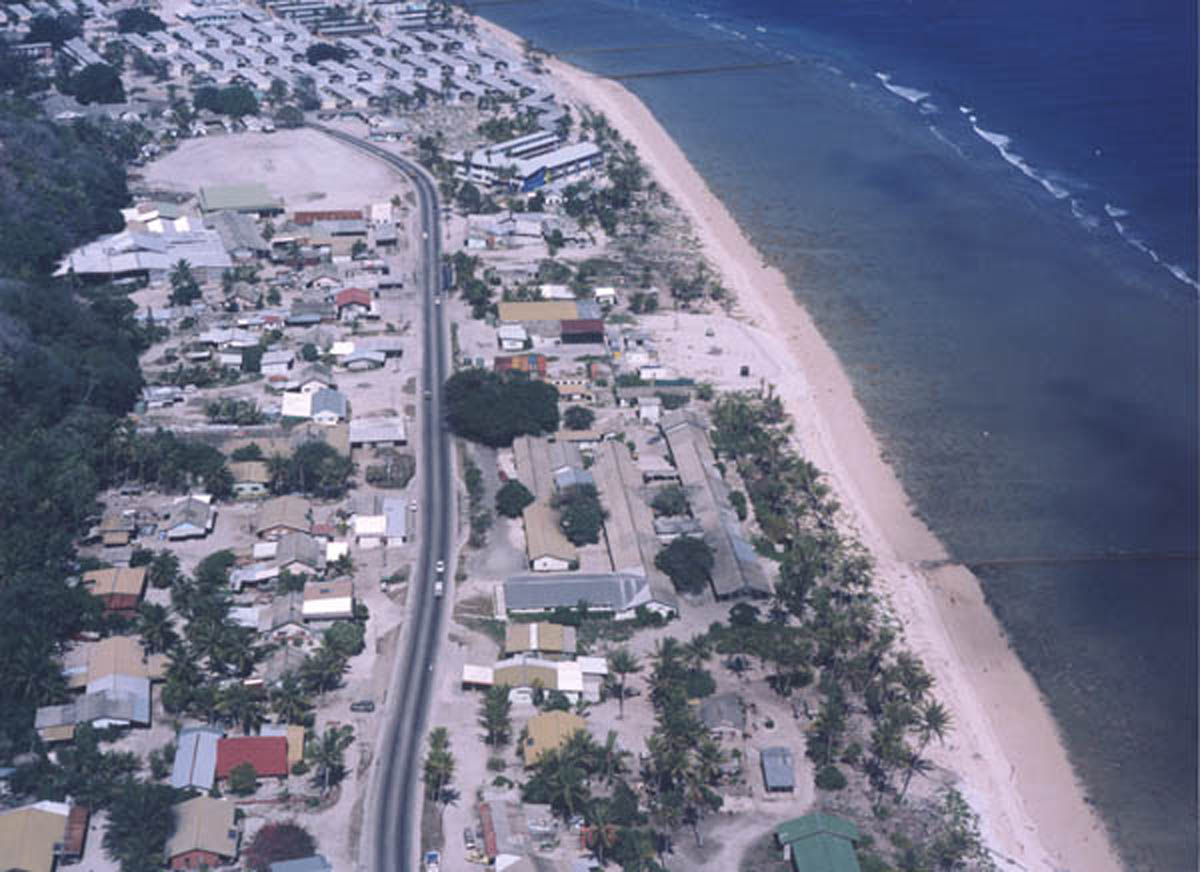
Island Ring Road em Denigomodu e Nibok

A rede rodoviária de Nauru tem aproximadamente 40 km, dos quais 29 km são asfaltados. A principal via de comunicação do país é a Island Ring Road, uma estrada circular de 17 km situada na costa. De automóvel, em uma velocidade normal, é percorrida em cerca de 20 minutos. O único meio de transporte público disponível em Nauru é constituído de apenas 2 táxis; o resto do tráfico rodoviário automobilístico e motociclístico é privado.
O Aeroporto Internacional de Nauru é o único aeroporto da ilha e serve voos da Nauru Airlines para alguns destinos no Pacífico Sul e Austrália.
O transporte ferroviário é usado para transportar o fosfato do interior das refinarias até a costa oeste da ilha, no distrito de Aiwo. Para esse propósito, foi construída uma linha de 3,9 km pela Companhia de Fosfato do Pacífico em 1907.

## Economia

Principais produtos de exportação de Nauru em 2019

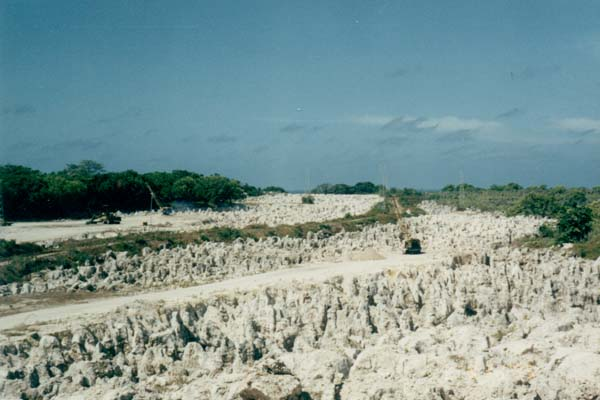
Depósito de fosfato ao redor do Lago Buada

Os recursos naturais são peixes e fosfato, a principal riqueza de Nauru, desde o tempo da colonização, mas as reservas estão praticamente esgotadas, além dos mercados tradicionais deste produto estarem também em baixa. No entanto, as exportações daquele produto deram aos nauruanos, durante algum tempo, um dos mais altos rendimentos per capita do Terceiro Mundo.
Nos anos 1990, Nauru introduziu o sistema de paraíso fiscal e rapidamente se tornou um dos destinos favoritos para dinheiro sujo da máfia russa, chegando a conseguir um “capital” de cerca de 70 bilhões de dólares, segundo uma estimativa do Banco Central da Federação Russa.[carece de fontes?] Isto levou a OCDE a identificar Nauru como um dos 15 paraísos fiscais que não cooperavam na luta contra a lavagem de dinheiro. Com a legislação internacional reforçada contra estas operações, também esta fonte de renda está com os dias contados.
Outra fonte de renda eram os aluguéis cobrados na Nauru House, uma das mais altas edificações em Melbourne, a qual foi construída com os ganhos obtidos através da venda dos fosfatos. Desafortunadamente, as manipulações ruins e a corrupção nos anos 1990 levaram à ruína. As grandes rendas obtidas pela extração de fosfato se desperdiçaram. Em novembro de 2004, num esforço de pagar aos credores de Nauru, foram vendidos os ativos que a nação possuía em Melbourne, incluindo Nauru House.
Nauru atualmente está implicado num caso australiano contra os Estados Unidos em um acordo malsucedido. Se alega que os representantes dos Estados Unidos ofereceram bilhões de dólares para a recuperação econômica da ilha. Na mudança, Nauru promulgou uma legislação que limita a efetividade de lavagem de dinheiro ultramarino e a fuga fiscal. Simultaneamente, estabeleceram uma embaixada nauruana na China (trabalhando na realidade no controle dos Estados Unidos), enquanto ajudando à deserção de cientistas norte-coreanos e funcionários pela fronteira. Supostamente partiu de lá Kyong Won-ha, o cientista considerado responsável pela maioria do programa nuclear de Pyongyang. Esta iniciativa foi chamada "Operation Weasel".

## Cultura

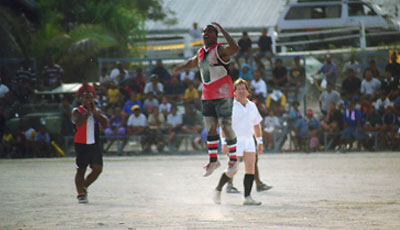
Uma final de futebol australiano

A cultura de Nauru conserva algumas das tradições das tribos originárias da ilha, mas é latente a introdução de influência ocidental.
Os nauruanos descendem dos polinésios e micronésios, que acreditavam na deusa Eijebong e no espírito da terra chamado Buitani. Duas das doze tribos originais extinguiram-se no século XX: na atualidade, 26 de outubro é celebrado como o dia de Angam, que celebra a recuperação da população de Nauru depois das guerras mundiais que reduziram a população indígena a menos de 1500 habitantes.
Não há notícias diárias, mas há bastante publicações e boletins a cada quinze dias. Há uma estação de televisão chamada Nauru Television (NTV), que retransmite a programação da Nova Zelândia, e uma estação estatal de rádio. Nauru emite programação de rádio para a Austrália e para BBC Radiate. Ambos são de propriedade estatal.

### Desporto
O esporte mais popular é o futebol australiano. Há uma liga nacional com sete equipes e todas as partidas são jogadas no único estádio da ilha, o Linkbelt Oval. Outros esportes populares são o softbol, o críquete, o golfe, a vela, o tênis e o futebol.

### Feriados
| Data           | Nome em português                         |
| -------------- | ----------------------------------------- |
| 1 de janeiro   | Ano Novo                                  |
| 31 de janeiro  | Festa da Independência                    |
| 17 de maio     | Dia da constituição                       |
| 25 de setembro | Dia Nacional da Juventude                 |
| 26 de outubro  | Dia de Angam                              |
| 1 de novembro  | Todos os Santos                           |
| 25 de dezembro | Natal                                     |
| 26 de dezembro | Boxing Day (dia seguinte ao dia de Natal) |